# محمد أحمد مرسي
محمد أحمد مرسي خلف الله (مواليد 18 يناير 1954) هو قائد عسكري وسياسي مصري، شغل منصب وزير الدولة للإنتاج الحربي سابقا منذ 19 يوليو 2020 في وزارة مصطفى مدبولي. وشغل سابقاً أمين عام الهيئة العربية للتصنيع، وعمل مساعدا لوزير الدفاع، ومديرا لسلاح المركبات بالقوات المسلحة، قبل أن يترقى لمنصب مساعد وزير الدفاع، ثم أمينا عاما للهيئة العربية للتصنيع.